# Kenyentulus sanjianus
Kenyentulus sanjianus är en urinsektsart som först beskrevs av Imadaté 1965.  Kenyentulus sanjianus ingår i släktet Kenyentulus och familjen lönntrevfotingar. Inga underarter finns listade i Catalogue of Life.